# Traité de Niš
Le traité de Niš est une convention signée le 23 mars 1923, entre le premier ministre bulgare Aleksandar Stamboliyski et la Yougoslavie. La Bulgarie s'engage à supprimer les activités des nationalistes macédoniens du VMRO sur son territoire. 